# Ipswich (Dakota del Sud)
Ipswich és una població dels Estats Units a l'estat de Dakota del Sud. Segons el cens del 2000 tenia 943 habitants.

## Demografia
Segons el cens del 2000, Ipswich tenia 943 habitants, 404 habitatges, i 254 famílies. La densitat de població era de 277,9 habitants per km².
Dels 404 habitatges en un 29,7% hi vivien nens de menys de 18 anys, en un 54% hi vivien parelles casades, en un 7,7% dones solteres, i en un 37,1% no eren unitats familiars. En el 34,2% dels habitatges hi vivien persones soles el 20,8% de les quals corresponia a persones de 65 anys o més que vivien soles. El nombre mitjà de persones vivint en cada habitatge era de 2,32 i el nombre mitjà de persones que vivien en cada família era de 3,01.
Per edats la població es repartia de la següent manera: un 27,4% tenia menys de 18 anys, un 5,3% entre 18 i 24, un 23,4% entre 25 i 44, un 19,3% de 45 a 60 i un 24,6% 65 anys o més.
L'edat mediana era de 41 anys. Per cada 100 dones de 18 o més anys hi havia 84,1 homes.
La renda mediana per habitatge era de 33.073 $ i la renda mediana per família de 40.598 $. Els homes tenien una renda mediana de 30.268 $ mentre que les dones 16.413 $. La renda per capita de la població era de 19.890 $. Entorn del 6,7% de les famílies i el 8,7% de la població estaven per davall del llindar de pobresa.

## Poblacions més properes
El següent diagrama mostra les poblacions més properes.